# Barna Sándor (labdarúgó, 1933)
Barna Sándor, (Fót, 1933. október 1. – Győr, 2001. május 21.) labdarúgó, kapus.

## Pályafutása
1949-ben a másodosztályú Phőbus csapatában mutatkozott be. 1951-ben a Vasas Izzóban szerepelt. Sorkatonai szolgálata alatt, három évig a Zalaegerszegi Dózsában védett. 1961-ben szerződött a Győri Vasas ETO-hoz, ahol az 1963 őszén bajnokságot nyert csapat tagja volt. 1968-ban vonult vissza.
1969-től 1971-ig az ETO intézője, majd szakosztályvezetője volt.

## Sikerei, díjai
- Magyar bajnokság
  - bajnok: 1963-ősz